# Paratrigona impunctata
Paratrigona impunctata är en biart som först beskrevs av Adolpho Ducke 1916.  Paratrigona impunctata ingår i släktet Paratrigona och familjen långtungebin. Inga underarter finns listade i Catalogue of Life.